# Boskamp (Suriname)
Boskamp is een dorp in het district Saramacca in Suriname. 

## Ligging
Het dorp ligt aan de Oost-Westverbinding op de rechteroever van de Coppenamerivier vlak bij de Coppenamebrug, ongeveer 85 km ten westen van Paramaribo. Ten noorden, aan de rivier, ligt Coppenamepunt. Westelijk, aan de andere zijde van de rivier ligt het dorp Jenny, dat in het district Coronie ligt.

## Geschiedenis
Omstreeks 1880 vestigde een Inheemse familie uit het Karaïbendorp Kalebaskreek (waarschijnlijk de voorouders van een oud-winkelier te Boskamp, wijlen de heer Jubitana) zich in het mondingsgebied van de Coppename. Op de plaats die aangeduid werd als Alabo is later het vissersdorp Coppenamepunt verrezen. De oude manjabomen van Boskamp stammen nog uit die periode.
In de jaren '40 van de twintigste eeuw werd het district Coronie ontsloten, toen de Saramaccaweg (vanuit Paramaribo werd verlengd tot aan Boskamp. Daar gaf een veerverbinding toegang tot het district Coronie. In 1999 werd de veerverbinding opgeheven toen de Coppenamebrug werd gebouwd.

## Nering
Boskamp is voornamelijk een vissersdorp. In 1990 werd er met Belgische hulp een visstation geopend.
In 2016 werd een gezondheidscentrum geopend in Boskamp. Er bevindt zich een polikliniek van de Regionale Gezondheidsdienst (RGD).
Nabij Boskamp werd in 2018 olie ontdekt die wordt ontgonnen door Staatsolie Maatschappij Suriname.

## Bevolking
Het dorp wordt bevolkt door een diverse populatie van zowel Javanen, Hindoestanen als Creolen.